# 포뎅비체군

우치주 지도에 표시된 포뎅비체군의 위치

포뎅비체군(폴란드어: powiat poddębicki)은 폴란드 우치주에 위치한 군으로 군청 소재지는 포뎅비체이며 면적은 880.91km2, 인구는 42,195명(2006년 기준), 인구 밀도는 48명/km2이다.
북동쪽으로는 웽치차군, 동쪽으로는 즈기에시군, 남동쪽으로는 파비아니체군, 남쪽으로는 와스크군, 즈둔스카볼라군, 시에라츠군, 서쪽으로는 비엘코폴스카주 투레크군, 북서쪽으로는 비엘코폴스카주 코워군과 접한다. 6개 지방 자치체(2개 도시형 농촌, 4개 농촌)를 관할한다.

군기
군 문장